# Йохан Албрехт I фон Хоензакс
Йохан Албрехт I фон Хоензакс (на немски: Johann Albrecht I Freiherr von Hohensax; * пр. 1545; † 1597/1602) е фрайхер от род Хоензакс в днешна Източна Швейцария.

## Произход
Той е син на фрайхер Улрих Филип фон Хоензакс († 6 март 1585) и първата му съпруга графиня Анна фон Хоенцолерн († ок. 1558), дъщеря на граф Франц Волфганг фон Хоенцолерн († 1517) и Розина фон Баден († 1554), дъщеря на маркграф Кристоф I фон Баден (1453 – 1527). Баща му се жени втори път пр. 1443 г. за Регина Албрехт († 22 ноември 15??). Брат е на бездетния фрайхер Йохан Диполт ИИ фон Хоензакс († 1586) и полубрат на Йохан Филип фон Хоензакс († 1596).

## Фамилия
Йохан Албрехт I фон Хоензакс се жени за Амалия фон Флекенщайн (* 1546; † сл. 1606), дъщеря на фрайхер Георг I фон Флекенщайн († 1553) и Йохана фон Салм-Кирбург (1518 – 1595), дъщеря на вилд–и Рейнграф Йохан VII фон Салм-Кирбург (1493 – 1531) и графиня Анна фон Изенбург-Бюдинген-Келстербах († 1551/1557). Те имат шест деца:
- Георг Улрих фон Хоензакс († сл. 1600/1601), фрайхер, женен 1578 в Линц/15 септември 1578/15 октомври 1578 г. във Виена за Анна фон Ортенбург-Саламанка († 1602), вдовица на фрайхер Леонхард V фон Харах-Рорау (1542 – 1597)
- Йохан Албрехт II фон Хоензакс († 1596/22 ноември 1619)
- Йохан Лудвиг фон Хоензакс († 1625), женен I. пр. 1610 г. за Елизабет фон Куленбург-Палант-Витхем (* 1567; † 8 март 1620), II. на 17 февруари 1624? г. за Антониета Елизабет фон Крихинген († сл. 12 януари 1635)
- Мария Клеофа фон Хоензакс (* пр. 1572)
- Мария фон Хоензакс († 19 януари 1624)
- Мария Магдалена фон Хоензакс († сл. 1628), омъжена за Филип Волфганг фон Флекенщайн († 1618)